# Малькова, Ирина Константиновна
Ирина Константиновна Малько́ва (род. 5 января 1989, Москва) — российская волейболистка. Центральная блокирующая. Мастер спорта России международного класса.

## Биография
Малькова родилась 5 января 1989 года в Москве.
Волейболом Ирина Малькова начала заниматься в 1996 году в одной из московских спортшкол. В 2004—2009 выступала в высших лигах «А» и «Б» чемпионата России за московский «Луч» и «Ладогу» из Ленинградской области. В 2009 заключила контракт с липецким «Индезитом» и в том же году дебютировала в суперлиге. До 2010 Ирина Малькова выступала на позиции нападающей-доигровщицы, но затем по решению главного тренера липецкой команды Геннадия Александровича сменила игровое амплуа и стала центральной блокирующей. В 2011—2013 играла за «Протон» из Саратовской области, а в 2013 году получила приглашение из сильнейшей команды России — «Динамо-Казань», в составе которой стала двукратной чемпионкой России (2014, 2015), победителем Лиги чемпионов (2014) и чемпионкой мира среди клубов (2014). В 2016 заключила контракт со швейцарским «Волеро». В 2017 вернулась в саратовский «Протон».
В 2015 Ирина Малькова выступала за вторую сборную России, в составе которой приняла участие в турнире «Монтрё Волей Мастерс» и первых Европейских играх. В июле того же года на Универсиаде в южнокорейском Кванджу выиграла золотые медали в составе студенческой сборной страны.
21 марта 2016 Ирине Мальковой присвоено спортивное звание «Мастер спорта России международного класса».

### Клубная карьера
- 2004—2006 —  «Луч» (Москва);
- 2006—2009 —  «Ладога» (Ленинградская область);
- 2009—2011 —  «Индезит» (Липецк);
- 2011—2013 —  «Протон» (Саратовская область);
- 2013—2016 —  «Динамо-Казань» (Казань);
- 2016—2017 —  «Волеро» (Цюрих);
- 2017—2018 —  «Протон» (Саратовская область);
- 2018—2019 —  «Енисей» (Красноярск);
- 2019—2020 —  «Сахалин» (Южно-Сахалинск);
- 2020—2021 —  «Альба-Блаж» (Блаж);
- 2022—2023 —  «Алтай» (Усть-Каменогорск);
- с 2023 —  «Берель» (Усть-Каменогорск).

## Достижения

### С клубами
- Двукратная чемпионка России — 2014, 2015;
- Двукратный серебряный призёр розыгрышей Кубка России — 2013, 2017;
- чемпионка Швейцарии 2017.
- обладатель Кубка Швейцарии 2017.
- серебряный призёр чемпионата Румынии 2021.
- обладатель Кубка Румынии 2021.
- чемпионка Казахстана 2023;
  - серебряный призёр чемпионата Казахстана 2024.
- обладатель Кубка Казахстана 2022.

- Победитель Лиги чемпионов ЕКВ 2014;
- Чемпионка мира среди клубных команд 2014;
  - бронзовый призёр клубного чемпионата мира 2017;
- серебряный призёр Кубка вызова ЕКВ 2021.

### Со сборными России
- Чемпионка Универсиады 2015.